# Ipsen
Ipsen — французская фармацевтическая компания. Штаб-квартира расположена в Булонь-Бийанкур (пригород Парижа, Франция). Специализируется на трех терапевтических областях: онкология, нейробиология и редкие заболевания. Компания продает более 20 лекарств в 115 странах.
Семья Бофур, которая занимает 42-е место среди самых богатых семей Франции, по-прежнему владеет 57 % акций и 73 % голосов, а два её члена (внуки основателя Анн Бофур и Анри Бофур) являются членами совета директоров.

## История
Компания была основана Анри Бофуром в 1929 году как Лаборатория Бофура.
В 1954 году группа выпустила цитрат бетаина, которой используется в симптоматическом лечении диспепсий. В компании начали работать два сына Анри Бофура, Альбер и Жерар Бофур.
В 1961 году первый завод был открыт в Дрё.
В 1976 году был открыт исследовательский центр в Милфорде, Массачусетс, Соединенные Штаты. В 1977 году была выпущена Smecta.
В 1983 году был создан Фонд Ipsen под эгидой Fondation de France.
В 1992 году Ipsen открыл дочернюю компанию в Китае, а затем, в 1994 году в России. Также в 1994 году была куплена британская биотехнологическая компания Porton International.
В декабре 2005 года компания стала публичной, разместив свои акции на бирже Euronext Paris. В 2007 году группа создала партнёрство с Galderma.
В 2013 году Ipsen приобрела британскую компанию Syntaxin.
В 2014 году была создана лаборатория совместно с Национальным центром научных исследований в связи с Комиссариатом по атомной и альтернативным видам энергии и Университетом Ренн I.
В январе 2017 года Ipsen приобрела некоторые активы Merrimack Pharmaceuticals.
В феврале 2019 года Ipsen объявила о приобретении Clementia Pharmaceuticals, биофармацевтической компании, специализирующуюся на редких заболеваниях костей, за 1,3 млрд долларов. Это приобретение стало крупнейшим в истории Ipsen. В апреле 2019 года сделка была завершена.
В июле 2020 года Дэвид Лёв был назначен генеральным директором Ipsen.

## Деятельность
Основные научно-исследовательские центры Ipsen расположены в Кембридже (Массачусетс, США), Оксфорде (Великобритания), Дублине (Ирландия), Берлине (Германия), Шанхае (КНР), Дрё и Париже (Франция). Компании принадлежит 7 фабрик, часть продукции производится сторонними контрактными компаниями.
Основной продукцией являются препараты для онкобольных, на них в 2020 году пришлось 76 % выручки, на нейробиологию — 14 %, на редкие заболевания — 2 %, на потребительские товары (безрецептурные средства Smecta, Tanakan, Forlax, Fortrans) — 8 %. Географическое распределение выручки:
- Северная Америка — 33 %;
- Западная Европа — 32 %;
- остальная Европа — 19 %;
- другие регионы — 16 %[3].

На 2020 год самым продаваемым по размеру выручки был препарат Somatuline (lanreotide, онкология, 1,15 млрд евро), далее следуют Decapeptyl (трипторелин, онкология, 391 млн евро), Dysport (ботулотоксин, Ботокс, 353 млн евро), Cabometyx (cabozantinib, онкология, 289 млн евро), Onivyde (иринотекан, онкология, 123 млн евро), Smecta (диосмектит, белая глина, 81 млн евро).